# 장성 이씨
장성 이씨(長城李氏)는 전라남도 장성군을 본관으로 하는 한국의 성씨이다. 시조는 조선에서 문과에 급제해 예조정랑을 지낸 이병규(李丙奎)이다.

## 참고 자료
- “장성이씨(長城李氏)”. 뿌리를 찾아서.[깨진 링크(과거 내용 찾기)]